# Agustín Aranzábal
Agustín Aranzábal Alkorta (Bergara, 1973. március 15. –) spanyol válogatott labdarúgó.
A spanyol válogatott tagjaként részt vett az 1996. évi nyári olimpiai játékokon, az 1998-as világbajnokságon és a 2000-es Európa-bajnokságon.

## Sikerei, díjai
Real Zaragoza
- Spanyol szuperkupa (1): 2004

Spanyolország U21
- U21-es Európa-bajnoki ezüstérmes (1): 1996